# Delias caroli
Delias caroli é uma borboleta da família Pieridae. Foi descrita por George Hamilton Kenrick em 1909. É encontrada na Nova Guiné.

## Subespécies
- D. c. caroli (Montanhas de Arfak, Irian Jaya)
- D. c. Wandammenensae Joicey & Talbot, 1916 (Montanhas Wandammen, Montanhas Weyland, Irian Jaya)